# Флаг Закарпатской области

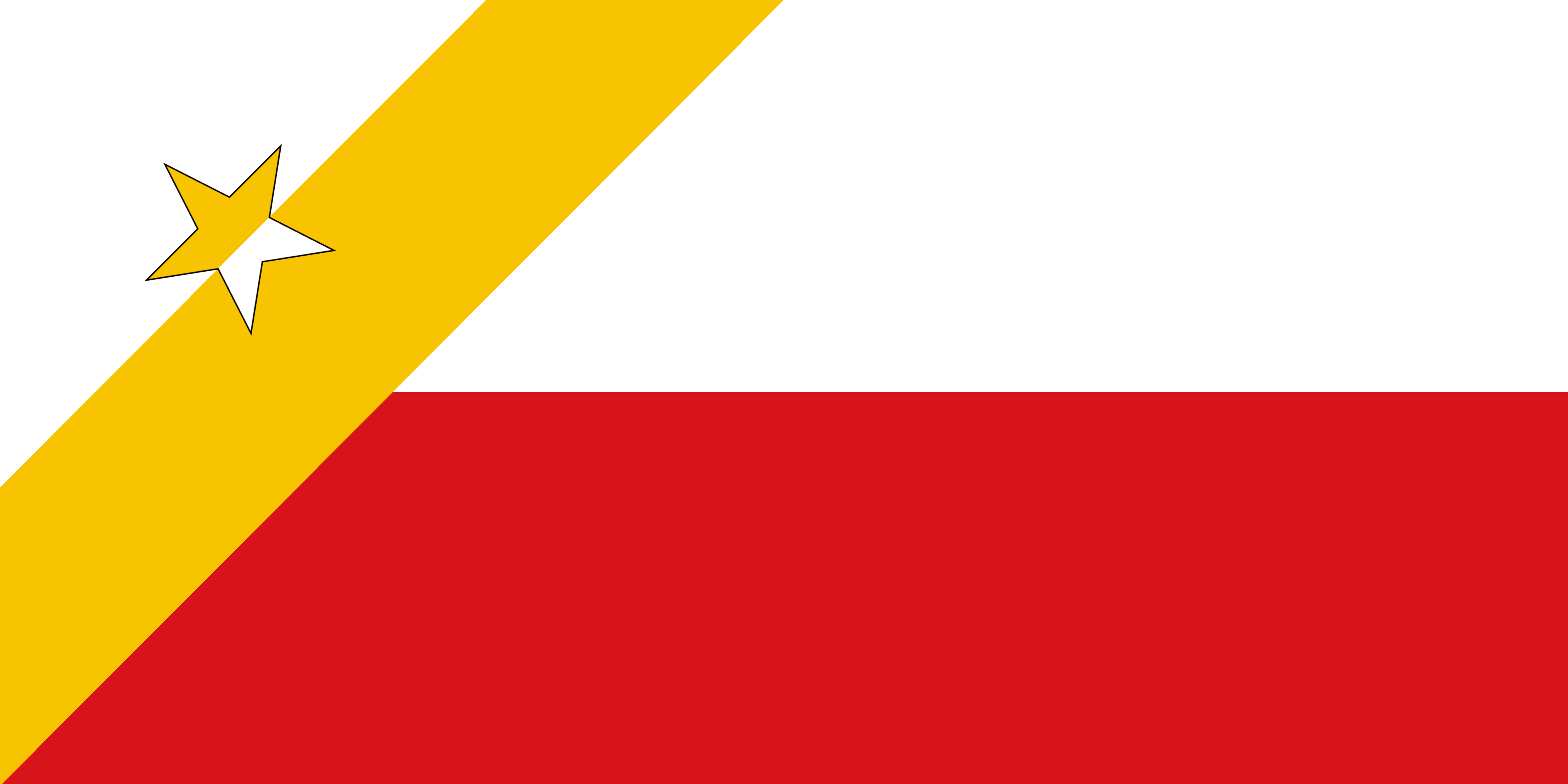
Вариант флага, предложенный Властиславом Гофманом в 1920 году

Флаг Закарпатской области (укр. Прапор Закарпатської області) — официальный флаг Закарпатской области Украины, принятый 27 февраля 2009. Используется органами городского самоуправления и исполнительной власти области.

## Описание
Флаг состоит из двух горизонтальных полос синего и жёлтого цвета (как на флаге Украины), в левом верхнем углу размещён герб Закарпатской области — щит, разделённый на две части (слева синее поле с тремя золотыми балками, справа в серебряном поле червлёный медведь, смотрящий влево).

## История принятия
По словам главы Закарпатского областного совета Михаила Кичковского: 
На заре независимости Украины Закарпатье стало первым краем, где приняли свой собственный герб, и с тех пор региональную символику начали утверждать во всех областях Украины. Однако лишь Закарпатская область была единственной, которая не имела свой флаг. В связи с этим ещё осенью 2007 года Закарпатский областной совет объявил конкурс на лучший проект флага области. Наиболее обсуждаемыми вариантами флага были сине-жёлтый и русинский сине-бело-красный, однако депутаты наконец-то определились.Оригинальный текст (укр.)На зорі незалежності України Закарпаття стало першим краєм, де прийняли свій власний герб, і з тих пір регіональну символіку почали затверджувати у всіх областях України. Але лише Закарпатська область єдина не мала свого прапора. У зв'язку з цим восени ще 2007 року Закарпатська облрада оголосила конкурс на кращий проект прапора області. Найбільш обговорюваними варіантами прапора були синьо-жовтий і русинський синьо-біло-червоний, але, зрештою, депутати визначилися.
За годы независимости Украины Закарпатский областной совет четырежды рассматривал закон о принятии флага области (впервые это было в 1990 году, и все три проекта были отвергнуты). В 2001 году повторная попытка провалилась, но в декабре 2007 года этот вопрос стал особенно актуальным, поскольку близился 70-летний юбилей провозглашения независимости Карпатской Украины. 12 декабря в Ужгороде прошло совместное заседание постоянной депутатской комиссии по вопросам образования, науки, культуры, духовности, молодёжной политики, физической культуры и спорта, национальных меньшинств и информационной политики, а также конкурсной экспертной группы. На заседании рассматривались проекты флага Закарпатской области. Из предложенных 50 вариантов участники заседания предложили внести на рассмотрение сессии областного совета два проекта: сине-жёлтый флаг с гербом вверху слева (авторство Закарпатского художественного института) и сине-бело-красный с гербом посередине (авторство Народного совета русинов Закарпатья). По итогам конкурса экспертная группа поддержала первый вариант, но политики предложили провести окончательное голосование. 27 февраля 2009 в Ужгороде на 23-м пленарном заседании сессии депутаты Закарпатского областного совета поддержали законопроект: 74 депутатских голоса «за», 3 «против», 1 воздержался (из 90 суммарных). Итого сине-жёлтый флаг с гербом вверху слева был официально принят.
Ректор Ужгородского национального университета Николай Вегеш, который являлся секретарём, заявил, что подобные цвета были и раньше на флагах русинов, и использовались на флагах Закарпатской Украины.
Такие цвета выбрали потому, что в 1709 году упоминается сине-желтые цвета во флаговедении Закарпатья. Сине-желтую ленту дарила и Мария Терезия епископу просветителю А. Бачинскому. Это были цвета местных епархий. Это и цвета флага первой волны эмиграции русинов в Америку. В 1919 году съезд русинов прошел также под сине-желтым знаменем. В Чехословацкой республике Закарпатье было также под сине-желтыми знаменами. С XVIII века до 20-х годов вообще не было другого флага в Закарпатье, кроме сине-желтого. Оригинальный текст (укр.)Такі барви обрали тому, що 1709 року згадується синьо-жовта барва у прапорництві Закарпаття. Синьо-жовту стрічку дарувала і Марія Терезія єпископу просвітителю А. Бачинському. Це були кольори місцевих єпархій. Це і кольори прапора першої хвилі еміграції русинів до Америки. 1919 року з'їзд русинів пройшов також під синьо-жовтою фаною. До Чехословацької республіки Закарпаття входило також під синьо-жовтими стягами. З XVIII століття до 20-х років узагалі не було іншого прапора на Закарпатті, окрім синьо-жовтого.
Кроме того, проректор Закарпатского художественного института М. Приймич, ссылается на времена Карпатской Украины, когда был принят сине-жёлтый флаг:
Это единственный флаг, на который согласилась общественность Закарпатья, принятый политическим решением.Оригинальный текст (укр.)Це єдиний прапор, на який спромоглася громадськість Закарпаття, прийнятий політичною волею.